# New York Shipbuilding

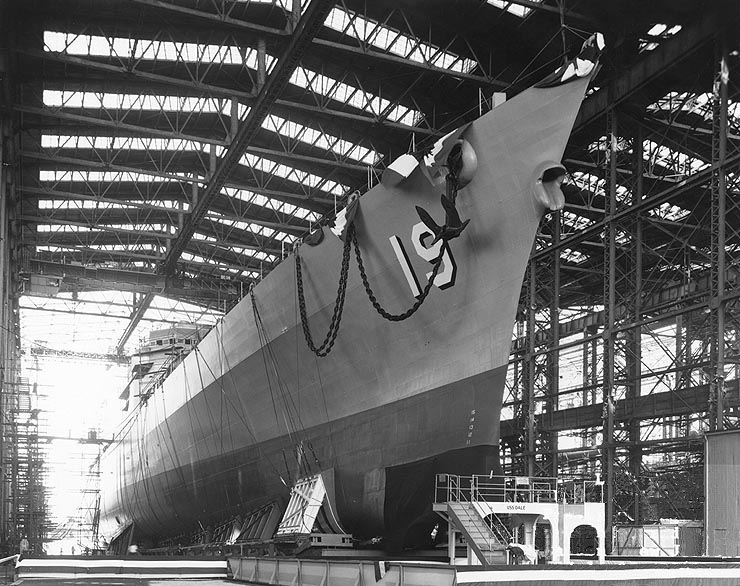
Stapellauf der Dale bei New York Shipbuilding

Die New York Shipbuilding Company war eine Werft in den Vereinigten Staaten am Ostufer des Delaware River bei Camden, New Jersey.

## Geschichte
Die Werft wurde 1899 von Henry G. Morse gegründet. Der Name New York Shipbuilding wurde gewählt, weil Morse die Werft ursprünglich auf Staten Island, NYC, ansiedeln wollte. Auf Grund der besseren Infrastruktur entschied er sich aber dann für ein Gelände bei Camden. 1900 eröffnete die Werft und im nächsten Jahr lief mit dem Motorschiff Dollar der erste Neubau vom Stapel (später als Öltanker umgebaut und in J. M. Guffey umbenannt). 1905 wurde mit der USS Washington das erste Kriegsschiff der Werft fertiggestellt. Noch vor dem Ersten Weltkrieg bekam die Werft weitere Aufträge der United States Navy über mehrere Schlachtschiffe. Im Krieg erweiterte die Werft im Auftrag des United States Shipping Board ihre Kapazitäten und baute eine neue Werft mit 50 Hellingen auf Hog Island, PY, womit sie zum weltgrößten Schiffsbauer aufstieg. Auf der neuen Werft entstanden bis 1921 die Schiffe vom Hog-Islander-Typ „A“ und „B“.
Nach dem Ersten Weltkrieg baute New York Shipbuilding mit der Saratoga einen der ersten Flugzeugträger (1922 – 25v). Während des Zweiten Weltkriegs baute die Werft  für die Navy 26 Kriegsschiffe, darunter alle neun Träger der Independence-Klasse und 44 Unterstützungsschiffe. 1942 wurden außerdem 148 Landungsboote gebaut. Während des Krieges waren bis zu 30.000 Menschen bei New York Shipbuilding beschäftigt.
Nach dem Zweiten Weltkrieg baute die Werft weiter zivile und militärische Schiffe. Unter den militärischen befanden sich beispielsweise zwei Kreuzer der Leahy-Klasse, sechs Zerstörer der Charles-F.-Adams-Klasse sowie der Flugzeugträger Kitty Hawk. Außerdem stieg die Werft ins Nukleargeschäft ein. Der Atomkreuzer Truxtun sowie drei Atom-U-Boote der Thresher-Klasse wurden dort auf Kiel gelegt. Im zivilen Sektor wurde 1962 das nuklear angetriebene Passagier-/Transportschiff Savannah gefertigt.
Das Tross-Schiff USS Camden und das U-Boot USS Guardfish (SSN-612) liefen 1967 als letzte Schiffe der New York Shipbuilding vom Stapel. Das Werftgelände ist jetzt Teil des Güterhafens von Camden.